# El mito de Júpiter
El mito de Júpiter (título original: The Jupiter Myth) es la decimocuarta novela de la serie de libros sobre Marco Didio Falco, escrita por la escritora británica Lindsey Davis.

## Argumento
Marco Didio Falco acaba de terminar la misión que el emperador Vespasiano le había recomendado en Britania acerca de investigar el despilfarro en la construcción del palacio del rey local Togidubno. Una vez terminado el trabajo, ha decidido ir con su esposa a Londinium a visitar a los parientes de ella, Flavio Hilaris (procurador financiero de la provincia) y Elia Camila. Junto a ellos viajan sus hijas, su hermana Maya con sus hijos y Lucio Petronio Longo.
Sin embargo, las vacaciones se convierten en trabajo cuando Verovolco, antiguo hombre de confianza del rey Togidubno aparece ahogado en el depósito de agua de una taberna. Antes las posibles repercusiones diplomáticas, Falco es encargado de la investigación.
Falco y Petronio se encuentran con la existencia en Londinium de un incipiente negocio mafioso, denominado la banda de Júpiter, principalmente dedicado a la "protección" de tabernas y otros negocios y a la prostitución. Es evidente además que los cabecillas de este negocio provienen de la misma Roma. La cuestión es descubrir quienes son exactamente estos cabecillas.
Mientras tanto, algunos acontecimientos afectan a la vida personal de los protagonistas. Petronio recibe el mensaje desde Roma que dos de sus hijas han muerto de varicela. Petronio, profesional, debe aparcar sus sentimientos mientras se enfrenta al caso (aunque por otro lado, él y Maya deben aclarar sus sentimientos).
Por otro lado, Falco se encuentra con Cloris, una antigua novia suya, que actualmente lidera un grupo de gladiadoras. Este encuentro provoca los celos de Helena Justina. Finalmente, Falco y Helena conocen a Albia, una joven huérfana, a la que terminan adoptando.
La lista de los posibles sospechosos es amplia: un abogado, un empresario inmobiliario, los miembros del ejército en Londinium, que parecen hacer la vista gorda ante las actividades comerciales, y por supuesto los restos del grupo de Balbino Pio...
La seducción de una gladiadora, una lucha en la arena de Gran Bretaña, emboscadas con soldados corruptos y mafiosos locales dispuestos a apalear, quemar y matar, armados con ballestas son los peligros que Falco y compañía sortean antes de desenmascarar y desarticular a la banda de Júpiter.

## Situación histórica y geográfica
La novela está situada en Londinium, en la provincia romana de Britania en el año 75DC.

## Temas básicos de la novela
- La vida en la provincia romana de Londinium.
- La lucha de Falco y Petronio contra la mafia de Balbino Pío.
- La relación entre Falco y Helena Justina.
- La relación entre Lucio Petronio Longo y Maya.
- Gladiadores.
- El ejército Romano.

## Referentes históricos
Algunos de los personajes que aparecen (o son mencionados) son reales. El gobernador Julio Frontino, fue en efecto gobernador de Britania en la época de la novela. También son reales el rey Togidubno (o Cogidubno), y el emperador Vespasiano.
La historia hace referencia a la rebelión de la reina Boadicea, ocurrida en los años 60 y 61, cuando Falco era un joven soldado en el ejército romano.
Por último indicar que la escritora se basa en descubrimientos arqueológicos para situar algunos de los lugares de la acción, como la arena, el molino de agua, el edificio de Aduanas, etc.

## Personajes de la novela
- Marco Didio Falco.
- Helena Justina. Esposa de Falco.
- Maya Favonia. Hermana de Falco
- Lucio Petronio Longo. Capitán de los vigiles y amigo de Falco.
- Julio Frontino. Gobernador de Britania.
- Flavio Hilaris. Procurador financiero de Britania.
- Elia Camila. Esposa de Hilaris y tía de Helena Justina.
- Rey Togidubno. Aliado de Vespasiano en Britania.
- Verovolco. Ex hombre de confianza de Togidubno.
- Flavia Fronta. Camarera de una taberna.
- Crixto y Silvano. Centuriones.
- Norbano Murena. Un promotor inmobiliario.
- Popilio. Un abogado.
- Cloris. Exnovia de Falco.
- Epafrodito. Un panadero.
- Albia. Una huérfana britana.
- Firmo. Un agente de aduanas.
- Amico. El torturador oficial.
- Ensambles y Piro. Los matones de la banda de Júpiter.
- Varios niños, perros, esclavos, soldados, gladiadores, etc.
- Una abeja cansada y un oso.

## Datos del libro
Escrito en 2002 por Lindsey Davis con el título original de The Myth of Jupiter. Traducido y publicado en España originalmente en el año 2003. ISBN 84-350-1734-6